# Billardiera drummondii
Billardiera drummondii är en tvåhjärtbladig växtart som först beskrevs av Charles Morren, och fick sitt nu gällande namn av L.W.Cayzer och Crisp. Billardiera drummondii ingår i släktet Billardiera och familjen Pittosporaceae. Inga underarter finns listade.